# Tillkomme ditt rike
Tillkomme ditt rike är en missionspsalm en av Lina Sandell från 1870 som bearbetades inför den första publiceringen 1921. Musiken är av Gunnar Wennerberg från 1870. Enligt Koralbok för Nya psalmer, 1921 kunde psalmen också sjungas till en meldodivariant i form av den svenska folkmelodin (a-moll, 3/4) till psalmen Vart flyr jag för Gud och hans eviga lag (1819 nr 170).

## Publicerad i
- Svensk söndagsskolsångbok 1908 som nr 235 under rubriken "Missionssånger".
- Svenska Missionsförbundets sångbok 1920 som nr 485 Under rubriken "Guds rike och församlingen".
- Nya psalmer 1921 som nr 542 under rubriken "Kyrkan och nådemedlen: Missionen".
- Sionstoner 1935 som nr 554 under rubriken "Yttre mission".
- 1937 års psalmbok som nr 246 i 1937 års psalmbok under rubriken "Mission".
- Den svenska psalmboken 1986 som nr 100 under rubriken "Vittnesbörd - tjänst - mission".
- Lova Herren 1988 som nr 737 under rubriken "Mission".
- Den finlandssvenska psalmboken 1986 nr 440 under rubriken "Mission"